# Ulysses 31
Ulysses 31 (Ulysse 31 (franska) eller Uchū Densetsu Ulysses 31 (japanska) är en japansk-fransk animerad tv-serie från 1981. Tv-serien består av 26 avsnitt och bygger på Odysséen av Homeros. 

## Handling
Vid en räddningsaktion dödar Ulysses den skräckinjagande cyklopen och gudarna straffar honom genom att låta besättningen falla i dvala samt raderar vägen till Jorden ur Kirkas minne. För att kunna rädda besättningen och återvända till Jorden igen, måste Ulysses, Telemachos, Yumi och Nono (de enda som inte drabbades av gudarnas förbannelse) resa till Hades rike. Under resans gång utsätts Ulysses, Telemachos, Yumi och Nono ständigt för nya faror och dramatiska upplevelser. De möter även personer och varelser kända från den grekiska mytologin.  

## Musik
Nästan all musik som används i den franska (och internationella) versionen är skriven av Denny Crockett och Ike Egan. Sex musikstycken (Pot pourri, La gloire finale, Trafic dans l'espace, Ulysse rencontre Ulysse, Sirène och Changement de temps (thème de Chronos)) är dock skrivna av Shuki Levy och Haim Saban. 
Musiken i den japanska versionen är skriven av Wakakusa Kei.   

## I Sverige
Tio avsnitt av tv-serien släpptes på svensk hyrvideo under 80-talet.

### Svenska röster (i urval)
Lars Passgård - Ulysses

Thomas Antoni - Telemachos

Tove Granditsky - Yumi

Håkan Mohede - Nono

Lars Göran Ragnarsson - Numaios, Nestor, Priamos

Barbro Christenson - Kirka, Euryclea, Merope

Kåre Sigurdson - Zeus, Poseidon

Peter Palmér - Chronus, Sisyphos

Tom Ahlsell - Gamlingen

Bo Åström - Berättare i introt

## Avsnitt
1. Le Cyclope ou la Malédiction des dieux (sv titel: Gudarnas förbannelse)
2. Les Fleurs sauvages (sv titel: Metallblommornas angrepp)
3. Hératos (sv titel: Fällan)
4. Chronos (sv titel: Chronus - tidens mästare)
5. La Planète perdue (sv titel: Planet ur kurs)
6. Éole ou le Coffret des vents cosmiques (sv titel: Farligt spel)
7. Sisyphe ou l'Éternel Recommencement (sv titel: Sisyphos - den eviga förbannelsen)
8. La Révolte des Compagnons (sv titel: Myteri)
9. Le Sphinx (sv titel: Sfinxens gåta)
10. Les Lestrygons (sv titel: Prismans kraft)
11. Charybde et Scylla
12. Le Fauteuil de l'oubli
13. Les Sirènes
14. Le Marais des doubles
15. La Deuxième Arche
16. Circé la magicienne
17. Nérée ou la Vérité engloutie
18. Le Labyrinthe du Minotaure
19. Atlas
20. Le Magicien noir
21. Les Révoltées de Lemnos
22. La Cité de Cortex
23. Ulysse rencontre Ulysse
24. Les Lotophages
25. Calypso
26. Le Royaume d'Hadès